# HAARP
HAARP (skr. iz engl. High Frequency Active Auroral Research Program, „Program aktivnog auroralnog istraživanja visoke frekvencije”) američki je civilni i vojni istraživački program pri kojem se rabe visokofrekvencijski radio valovi za istraživanje gornjih dijelova zemljine atmosfere (osobito ionosfere).
Druga svrha je istraživanje širenja radio valova, komunikacije i navigacije. Nalazi se sjeveroistočno od mjesta Gakona u Aljaski, a projektom upravljuje Sveučilište Aljaske, Ratno zrakoplovstvo SAD-a i Ratna mornarica SAD-a. Ukupno je 14 sveučilišta bilo uključeno u planiranje sustava.
HAARP je nastao od patentiranih istraživanja Bernarda Eastlunda i Nicholasa Christofilosa 1980. godine.

## Slični projekti u drugim zemljama
Slična istraživanja nalaze se u nekoliko drugih zemalja:
- Norveška: Projekt EISCAT kod Tromsøa (1000 MW ERP) i Svalbarda
- Sjedinjene Američke Države: stariji projekt HIPAS blizu Fairbanksa (Aljaska) i Arecibo/Portoriko
- Rusija: Projekt Sura kod Nižnji Novgoroda (190 MW ERP)
- Peru: Jicamarca Ionospheric Radio Observatory

## Kritika
HAARP je predmet raznih teorija urote u kojima se označava kao „tajni projekt” i povezuje s nastancima prirodnih nepogoda poput potresa, poplava i vulkanskih erupcija.[nedostaje izvor]

## Ukidanje projekta
HAARP je ukinut početkom svibnja 2013. zbog nedostatka novčanih sredstava.